# 신시내티 대학교
신시내티 대학교(University of Cincinnati, UC)는 미국 오하이오주 신시내티에 위치한 공립 연구형 대학이다. 1819년에 신시내티 칼리지(Cincinnati College)라는 교명으로 설립된 이 학교는 신시내티에서 가장 오래된 고등교육기관이며 연간 등록 학생 수는 44,000명으로, 이 기준으로 오하이오주에서 2번째로 큰 대학교이다. 오하이오 대학교 시스템의 일부이다. 4개의 주요 캠퍼스가 있으며 오하이오주 바타비아와 블루애시에 분기 캠퍼스들이 존재한다.